# Dąb Bażyńskiego

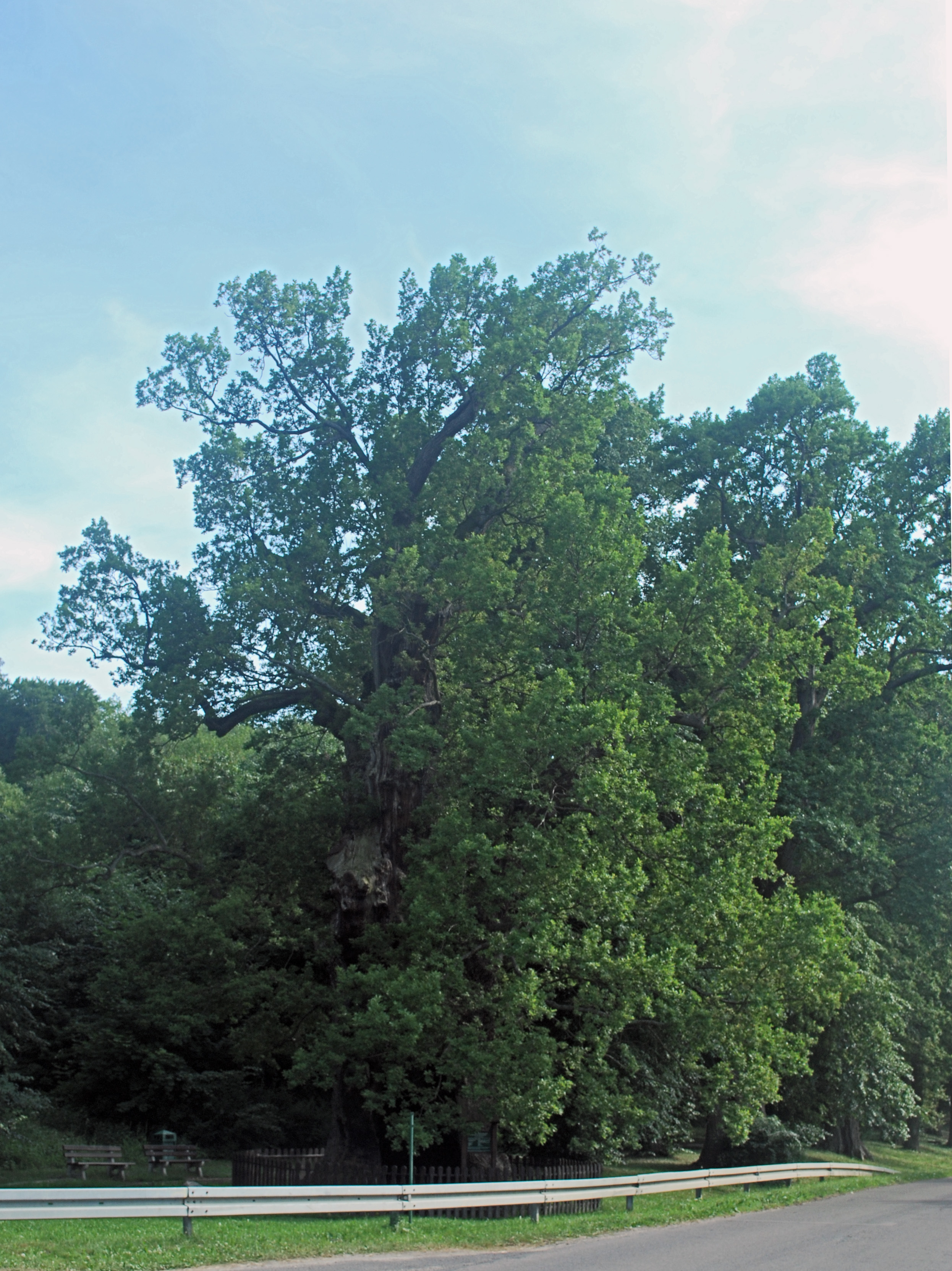
Pomnik przyrody - dąb Bażyńskiego w Kadynach

Dąb Bażyńskiego – dąb szypułkowy, pomnik przyrody, rośnie w miejscowości Kadyny nad Zalewem Wiślanym w województwie warmińsko-mazurskim.

## Wymiary
Jedno z najstarszych drzew w Polsce (ok. 720 lat). Wymiary (stan na 2015 rok):
- obwód 1003 cm,
- wysokość 21 metrów.

## Historia
Wiek dębu Bażyńskiego szacuje się na 700 lat, przy czym już 100 lat istniała przyziemna dziupla, w której za czasów Birknera z Elbląga mieściło się 11 żołnierzy. Imię dębu zmieniano kilkukrotnie. Sto lat temu nazywany był 1000-letnim Dębem Niemiec. Od 1898 r. zwany był dębem królewskim; w tym czasie właścicielem majątku w Kadynach był ostatni cesarz niemiecki Wilhelm II. Na zlecenie cesarza wybudowano stróżówkę, w której umundurowany strażnik dbał o bezpieczeństwo drzewa. W cieniu dębu przechadzali się w tym okresie m.in. cesarz z cesarzową Augustą Wiktorią, ich wnuk Ferdynand z księżniczką rosyjską Kirą i najznamienitsi goście z całej Europy. Po II wojnie dąb nazywano Dębem Kadyny. Sześć rosnących w szeregu obok potężnych dębów w wieku 300-350 lat symbolizowało sześciu synów księżniczki Kadyny, cudnej urody założycielki miejscowości, pochodzącej od władcy tych ziem Widewuta. Potem nazywany „Dębem Odrodzenia Polski”, obrał w końcu imię lokalnego bohatera narodowego Jana Bażyńskiego, dawnego właściciela Kadyn. Jan był rycerzem i politykiem, dzięki któremu znaczne obszary Prus przyłączone zostały za panowania Kazimierza Jagiellończyka do Korony.

## Stan obecny
Stan zdrowotny drzewa nie jest najlepszy. Drzewo posiada głębokie dziuple, oraz duży stopień wypróchnienia, poważne ubytki pnia, korony. Taki stan rzeczy wiąże się m.in. z zanieczyszczeniem środowiska, spadkiem poziomu wód gruntowych, bliskością szosy (zasolenie zimą prowadzi do obumierania korzeni). Dąb wiele lat wzmacniała plomba betonowa, którą usunięto ok. 1994 roku w związku z rozwijaniem się na niej zagrzybienia do wewnątrz pnia. Dziuple zabezpieczone zostały siatkami przeciw gnieżdżeniu się ptaków.

## Turystyka
- Koło dębu przebiega  szlak turystyczny z Torunia do Olsztyna.
- Przy dębie rozpoczyna się leśna ścieżka przyrodniczo-historyczna Kadyński Las[1]